# 道拉拉
道拉拉（Daurala），是印度北方邦Meerut县的一个城镇。总人口10684（2001年）。

## 人口
该地2001年总人口10684人，其中男性5729人，女性4955人；0—6岁人口1763人，其中男1050人，女713人；识字率55.64%，其中男性为65.25%，女性为44.54%。